# Битва при Детройте
Битва при Детройте (англ. Battle of Fort Detroit), известно также как Осада Детройта (англ. Siege of Detroit) — решающее сражение между Англо-индейской армией под командованием генерал-майора Айзека Брока и американской армией под командованием генерала Уильяма Халла, которое произошло около города Детройта, с 15 по 16 августа 1812 года во время Англо-американской войны 1812—1815 годов. Англичане одержали победу после двух трудных дней осады и вынудили американцев к капитуляции города. Потери американцев в этот сражение составили 7 человек убитыми и 2493 человек пленными. Потери британских вооруженных сил в этом сражении составили только 2 человека ранеными.
Победа Британии подняло дух ополчения и гражданских властей Верхней Канады, которые прежде были в растерянности и под сильным воздействием проамериканской пропаганды. Многие индейцы Северо-Западных территорий стали нападать на американских поселенцев и военные посты. Британцы удерживали Детройт более года, пока не был разбит их флот на озере Эри. После этого они покинули западную границу Верхней Канады.